# Totsuka-juku
Totsuka-juku (jap. 戸塚宿, Totsuka-juku) – piąta z 53 stacji szlaku Tōkaidō, położona obecnie w dzielnicy Totsuka w Jokohamie.

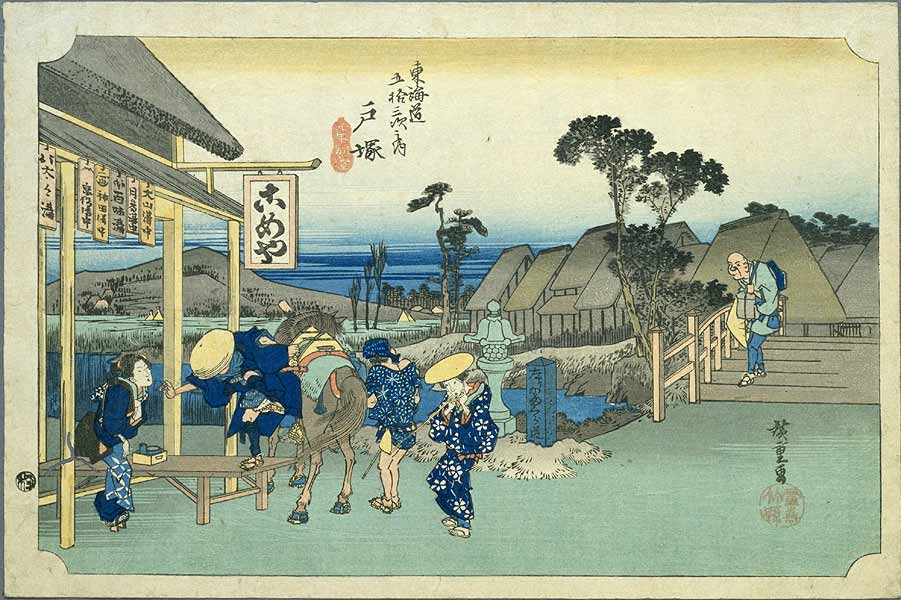
Stacja w latach 30. XIX wieku, Hiroshige Andō

Ponieważ Totsuka-juku położona była o około jeden dzień drogi od  Nihonbashi, było to bardzo częste miejsce odpoczynku dla podróżnych na początku drogi.